# Cyrtopogon vanduzeei
Cyrtopogon vanduzeei är en tvåvingeart som beskrevs av Wilcox och Martin 1936. Cyrtopogon vanduzeei ingår i släktet Cyrtopogon och familjen rovflugor. Inga underarter finns listade i Catalogue of Life.